# 平井直人 (テレビプロデューサー)
平井直人（ひらい なおと）は日本のテレビプロデューサー・映像プロデューサー・ディレクター。
フードメディアプロデューサーとしても活動。
テレビ番組・映像制作プロダクションである「株式会社ダイズ」代表取締役。

## 人物
毎日放送（MBS）「水野真紀の魔法のレストラン」「情熱大陸」「ダイドコロ☆ベジタ」「まんパクin万博」「FOOVER〜秘密の料理教室」など、数々のテレビ番組・イベントを企画・演出・プロデュース。
25年間で約1万軒を取材し、料理人との親交も深い。

プライベートでも足と舌を駆使し、新店・穴場店を発掘することを生きがいとしている。

## 主な制作番組
- 水野真紀の魔法のレストラン（MBS）
- 情熱大陸（MBS）
- NMB48の＃エモスト（MBS）
- グリーン☆一番星（MBS・BS-TBS）
- ダイドコロ☆ベジタ（MBS・TBS）
- ダイドコロ☆パスタ（MBS・TBS）
- 事業承継応援バラエティ〜アブンダンティアの風（MBS）
- 風さん桶さん〜たどった先に儲けの秘密が！（MBS）
- 京都マラソン2024〜みんなが主役　縁の下のチカラめし（MBS）
- 京都マラソン2023〜コース周辺はうまいモンだらけ！？マワラナソン！（MBS）
- ちちんぷいぷい（MBS）
- サタデープラス（MBS）
- 大阪ラーメン覇王決定戦!!（MBS）
- 京都B級グルメ覇王決定戦!!（MBS）
- ビビビのB級グルメ道（MBS）
- 九州新幹線アポなしグルメ旅（MBS）
- 真実の料理人シリーズ（MBS）
- 音舞台シリーズ（MBS）
- 京料理、動く。～"菊乃井"村田吉弘の挑戦！京料理を世界へ～（MBS・TBS系全国ネット）
- SMAP×SMAP（KTV・フジテレビ）
- 真夜中市場＋〜ハイヒールの本音でイイすぎます（KTV）
- 丸山・本並夫婦のバズHouse～話題のトレンドアイテム大集合SP（KTV）
- やすともの#惜しコン（YTV）
- 大阪を歩いて学ぶ！村上信五の地理の時間（TVO）
- コヤブのみやげ話〜街ブラのオチ、先にしゃべらせてもらいます（TVO）
- 見取り図の休ミトリズ（OHK）
- 千原ジュニアのKANSAI紅白美味いもん合戦2019（ABC）
- 千原ジュニアの輝け！KANSAI美味いもんアワード2018（ABC）
- 土井善晴の美食探訪（BS朝日）
- YAMATOの元気めしキッチン！ROUND2（GAORA SPORTS）
- 日本料理アカデミー公式YouTube「日本料理大全」
- 日本料理アカデミー公式Instagram「美味研鑽」

## 飲食店プロデュース・コンサルタント
- レストランsincro（神戸）

## ひらいなおとプロデュース「秘密の料理教室」
グルメスタジオ・FOOVERで人気シェフと不定期のグルメイベントを開催。
- 2017年11月12日：祇園さゝ木・佐々木治シェフ
- 2018年3月12日：草喰なかひがし・中東久雄シェフ
- 2018年7月1日：浪速割烹 㐂川・上野修三シェフ
- 2018年11月1日：Ciao,sono Hiro・正田博彦シェフ
- 2018年11月25日：一碗水・南茂樹シェフ
- 2019年1月13日：新屋食堂mucü・新屋信幸シェフ
- 2019年8月11日：神戸北野ホテル・山口浩シェフ
- 2019年10月25日：Ciao,sono Hiro・正田博彦シェフ
- 2019年10月27日：にしぶち飯店・西淵健太郎シェフ
- 2019年11月10日：ザ・リッツ・カールトン大阪「香桃」梁兆祥シェフ・小田 純也氏
- 2020年1月19日：韓味一・朴三淳シェフ

## メディア出演
テレビ番組
- メッセンジャーの〇〇は大丈夫なのか？ （MBS）
- ENT（MBS）

ラジオ番組
- あどりぶラヂオ（MBSラジオ）
  - 2018年10月3日「7人の料理サムライ」[3]
  - 2018年11月21日「スター料理人たちの波瀾万丈の人生と思い出の曲」[4]
  - 2019年5月29日「真夜中にお腹が空くラジオ」[5]
- Nestlé presents CHEER UP! MORNING（FM大阪、TOKYO FM、2019年7月6日・7月13日）[6][7]

雑誌
- あまから手帖
- 関西ウォーカー
- BRUTUS
- KANSAI1週間
- Hanako
- Meets Regional

プロデュースイベント
- まんパクin万博

イベント
- 心が動く、家族のごちそう（大阪・ヒルトンプラザ、2018年10月13日）[8]
- 水曜トークショー（大阪・MBSちゃやまちプラザ）[9]
  - 2020年1月8日：宮武裕右（トリ風土研究所）『新年早々、トリあえずヘルシーな、トリ肉のトリッキーな話』
  - 2020年5月27日：広里貴子『ごちそうプロデューサーと語る「関西の食」と「食のミライ」』
  - 2020年8月26日：関宏美『日本一の野菜ソムリエが語る！意外と知らない野菜のアレコレ』